# Dehdaszt
Dehdaszt (perski: دهدشت) – miasto w Iranie, w ostanie Kohgiluje wa Bujerahmad. W 2006 roku miasto liczyło 49 995 mieszkańców w 9628 rodzinach.